# Roger Milliken
Pour les articles homonymes, voir Milliken (homonymie).
Roger Milliken, né le 24 octobre 1915 et mort le 30 décembre 2010, est un industriel et homme d'affaires américain, spécialisé dans la production et la distribution des matières textiles. Il a été le président du conseil d'administration de la compagnie familiale Milliken & Company de 1947 à 2005. 
Il est connu pour ses opinions hyper-conservatrices et pour avoir soutenu la plupart des leaders conservateurs américains.